# Сукок
Сукок (узб. So‘qoq) — поселок в Паркентском районе Ташкентской области. Название данного горного кишлака было дано, по предположениям топонимиста С.Караева, переселенцами из долины ферганской реки Сох.
Аналогичное название имеет и протекающая в данной местности река — Сукок или Сукоксай.

## Кухня
Среди местного населения и приезжих из близлежащих городов, Сукок прославился своим шашлыком и самсой с зеленью (мадор-самса). Данный вид самсы готовится из горного лука, растущего непродолжительный период времени (апрель-май) в горной местности.
Для приготовления используют простое, бездрожжевое тесто, тонко раскатанное в лепешку. Из этого теста формируют треугольники или квадраты, которые быстро выпекаются всего за пару минут. Зеленая самса получается сочной внутри, с соком, отличающимся насыщенным ароматом и отсутствием жирности. Иногда поверхность самсы перед выпечкой смазывают растительным маслом.

## Достопримечательности
Данная местность широко известна среди населения Узбекистана своими маковыми полями. С приходом апреля поля в Сукоке украшаются цветами мака.
Кроме этого, на территории поселка расположена известная заповедная зона (лесное хозяйство) «Сукок», посещение которой платно. На территории лесхоза находятся живописный водопад, пещеры и источник Чашма. Маршрут к водопаду пролегает вдоль быстрого горного потока с кристально чистой водой, однако она довольно холодная.

## Галерея

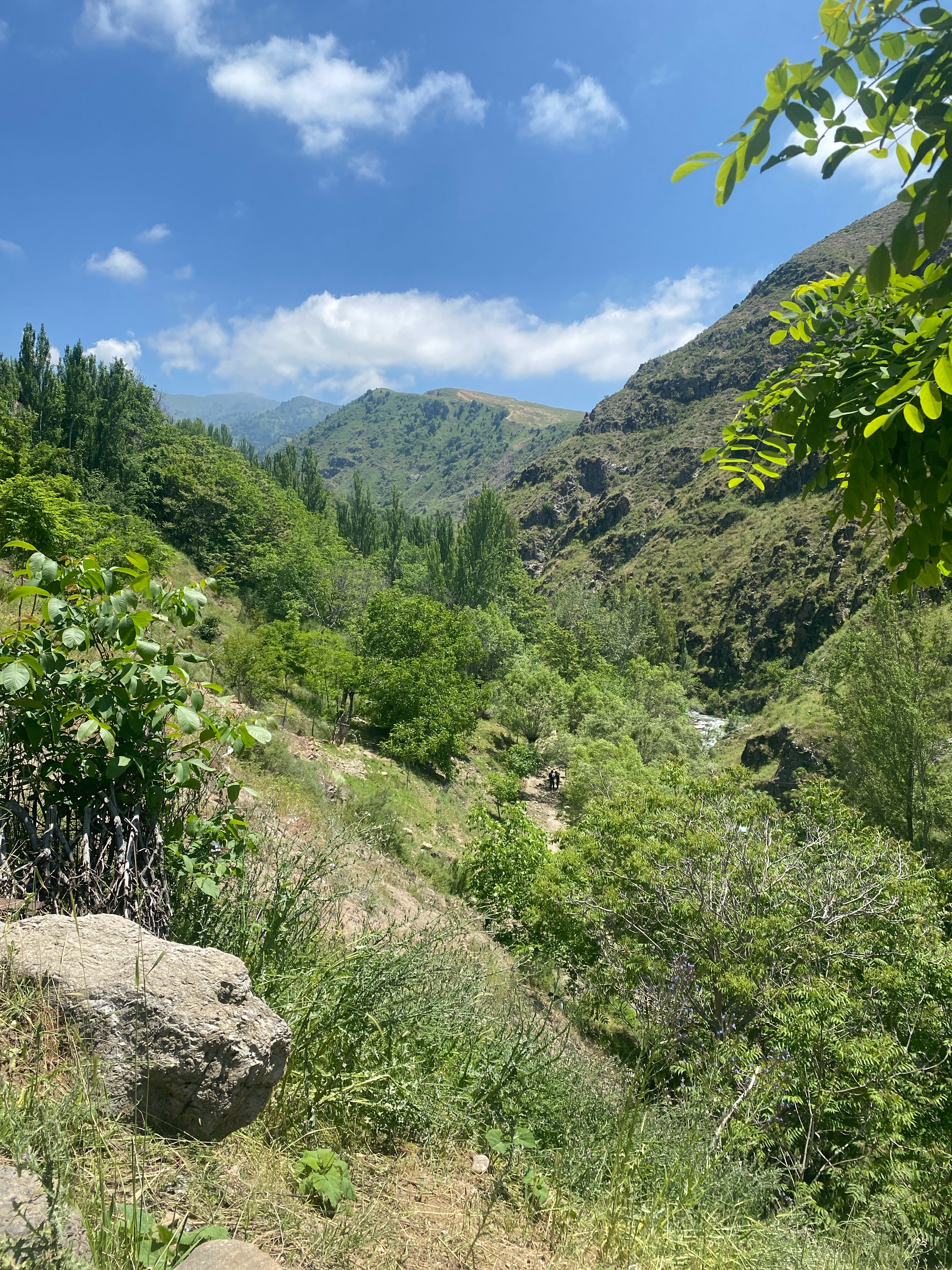
Заповедная зона «Сукок»

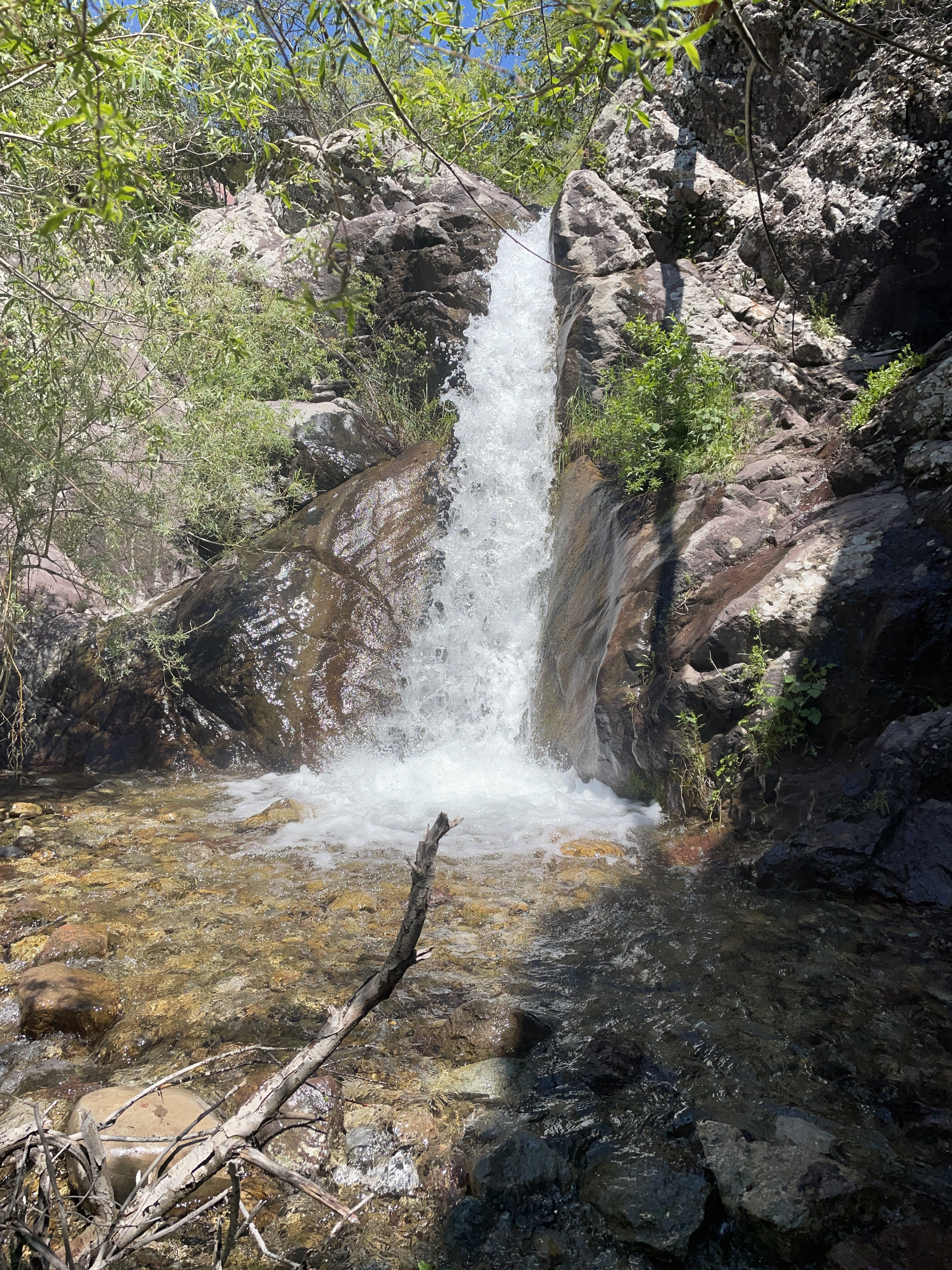
Водопад в заповеднике Сукок

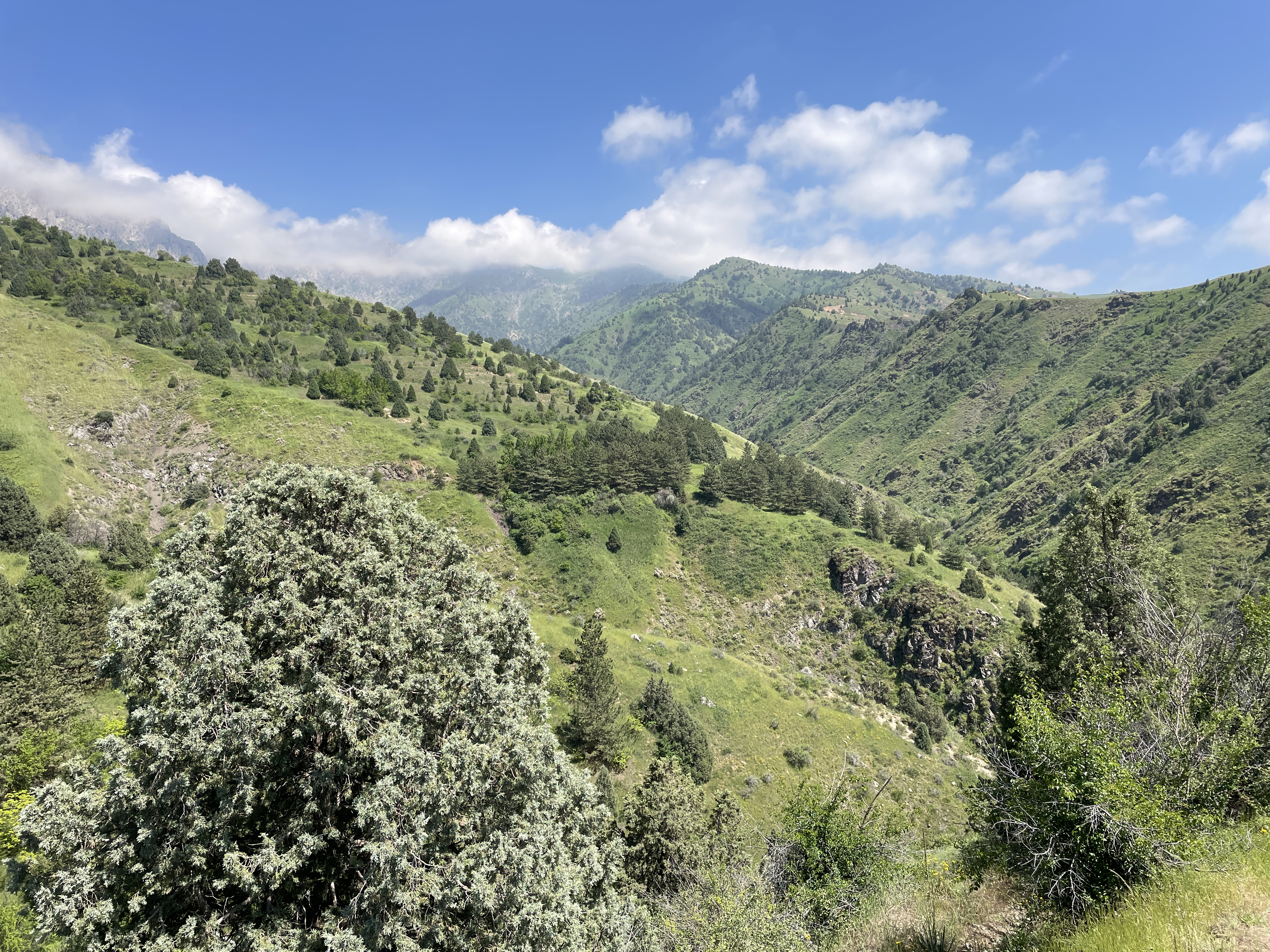
Горы Сукок